# Трунар (повість)
«Труна́р» (рос. Гробовщик) — повість російського письменника Олександра Пушкіна з циклу «Повістей покійного Івана Петровича Бєлкіна», написана у 1830 році і видана у 1831 році.

## Історія створення
Повість закінчена 9 вересня 1830 року в селі Велике Болдіно, де побачили світ й інші повісті з циклу «Бєлкіна», через тиждень після приїзду Пушкіна в місто. Це була перша повість з п'яти написаних. Образ трунаря узятий з реальної людини: на Великій Нікітській вулиці, навпроти будинку нареченої Пушкіна дійсно існувала крамниця трунаря Адріана.

## Сюжет
Історія розказана автору прикажчиком Б. В. Повість починається з того, що трунар Адріан Прохоров переїжджає з вулиці Басманної на Нікітську з двома дочками. На новому місці він відкриває свою похоронну крамницю. Його запрошує до себе сусід з будинку навпроти, німець на ім'я Готліб Шульц, відзначити своє срібне весілля. Адріан погоджується і в призначений час відправляється з дочками до сусіда.
Гості довго розпивають пиво, після чого один з гостей, товстий булочник, підняв чарку і вигукнув: «За здоров'я тих, на яких ми працюємо, unserer Kundleute (нім. — Наших клієнтів)!». Гості почали кланятися один одному, тоді будочник Юрко повернувся до Адріана і сказав: «Пий, батюшка, за здоров'я своїх мерців». Це жахливо розлютило трунаря; прийшовши додому, він роздратовано оголошує, що покличе до себе святкувати новосілля мерців, яких ховав. Він ліг спати, проте незабаром його розбудили і покликали підготувати до похорону померлу жінку.
Адріан повернувся додому пізно вночі і помітив у своїй хвіртки людину в трикутному капелюсі, який хотів увійти в будинок. Адріан подумав, що це злодій, але, побачивши його, гість підійшов до нього. Адріан запросив його увійти. Трунар помітив, що в його будинку ходять люди. Він увійшов і побачив що за столом сидять мерці, які бенкетують. В людині, котра знайшла його на вулиці, Адріан впізнав бригадира, похованого під час проливного дощу. Той пояснив, що вони відгукнулися на його запрошення (ті, які були в силах встати з могил). Один з мерців, відставний сержант гвардії Петро Петрович Курилкін, від якого залишився лише скелет, підійшов до Адріана, зраділий зустрічі і обійняв його. Адріан зі страхом відштовхнув скелет, той впав і розсипався. Всі мерці, обурені його вчинком, стали докоряти йому.
На цьому місці Адріан прокинувся, з жахом згадав все, що відбулося і з полегшенням зітхнув, зрозумівши, що це був сон.

## Хронологія
Відповідно до вказівок, в тексті повісті можна визначити, що дія відбувається у 1817 році, а трунарем Адріан став у 1799 році.

## Іронія над масонством

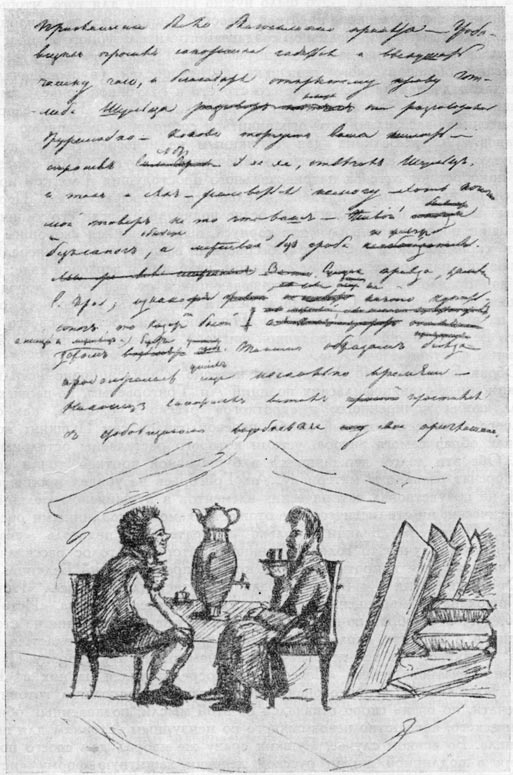
Рукопис Пушкіна з повістю «Трунар»

У повісті кілька разів зустрічаються іронічні посилання на масонські звичаї.
Оголошення «Тут продаються і оббиваються труни прості і фарбовані, також віддаються напрокат і лагодяться старі» саркастично натякає на масонські ритуали, під час яких людські черепи, кістки, скелети і труни використовувалися як алегоричні предмети для пояснення таємного сенсу масонського вчення. Так, під час посвяти в майстри ложі посвячуваний валиться в труну трьома символічними ударами молота. Труну, череп і кістки символізували презирство до смерті і печаль про зникнення істини. Для ритуальних цілей такого роду старі труни, мабуть, можна було «лагодити» або брати нові «напрокат».
І далі «… трьома франмасонськими ударами в двері …». Число три у масонів в цілому має містичне значення. Триразовий стукіт у двері, зокрема, символізував «три слова євангельських»: «Просіть, і дасться вам; шукайте, і знайдете; стукайте, і відчинять вам».

## Екранізація
У 1990 році Петро Фоменко поставив телевізійний спектакль «Повісті Бєлкіна: Трунар»